# Lophoptera ferruginea
Lophoptera ferruginea là một loài bướm đêm trong họ Noctuidae.